# Urugvajski atletski savez
Urugvajski atletski savez (španjolski: Confederación Atlética del Uruguay, pokrata CAU) krovna je športska organizacija atletike u Urugvaju.
Osnovan je 1. ožujka 1918. pod nazivom Urugvajska atletska federacija u Montevideu, gdje se i danas nalazi sjedište Saveza.
Urugvajski atletski savez bio je jedan od tri člana osnivača CONSUDATLE-a, južnoameričkog ogranka Međunarodne atletske federacije (IAAF-a), dana 24. ožujka 1918. u Buenos Airesu.
Naziv Urugvajski atletski savez dobio je na izvanrednoj sjednici 23. svibnja 1938., prilagođen pravilima o nazivlju atletskih saveza IAAF-a.
U svakom urugvajskom departmanu nalazi se po jedan ogranak Saveza, najčešće u gradu sjedištu departmana, koji provodi državne športske programe na lokalnoj razini.
Savez je punopravni član Urugvajskog olimpijskog odbora, Međunarodne atletske federacije i Panamerićke atletske federacije.

## Vanjske poveznice
- Službena mrežna mjesta CAU-a  Arhivirana inačica izvorne stranice od 2. travnja 2009. (Wayback Machine) (šp.)
- Službena Facebook stranica (šp.)